# Charles Kroehle

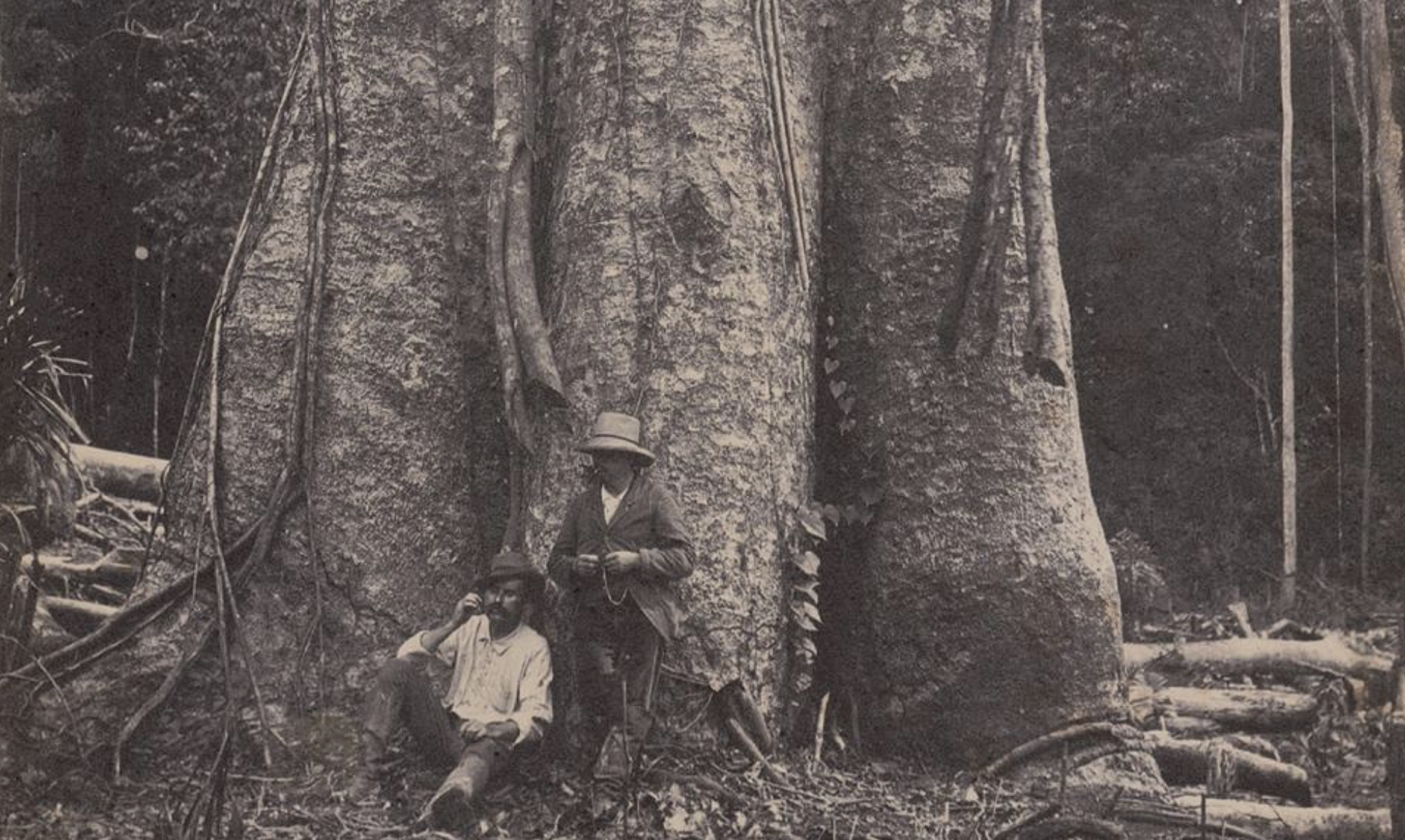
Landscapes and people of Upper Amazon Valley, Peru, Velký kaučukovník v horní části Amazonského údolí, 1888

Charles Kroehle (1876–1902?) byl německý fotograf působící v Peru.

## Životopis
Charles Kroehle v 90. letech 19. století podnikl několik expedic do peruánské, ekvádorské a dokonce i bolivijské Amazonie. V Peru pořídil různé fotografie nejen Indiánů z džungle, ale také Indiánů z různých departmentů, jako byly například Lima, Junín nebo Loreto. Je považován za jednoho z průkopníků fotografie peruánské Amazonie, spolu s Milesem Mossem a Georgem Huebnerem.
Některá z jeho děl reprodukoval Fernando Garreaud ve svém albu Álbum República Peruana z roku 1900, kde je Garreaudovo autorství sporné, protože Kroehleho podpis byl z obrázků vymazán. Některé z jeho snímků džungle se objevily jako fotorytiny v limském týdeníku El Perú Ilustrado. Během povstání Nicoláse de Piéroly spolupracoval jako korespondent pro South American Photo Art. Co., ale toto dílo je v současnosti (2025) neznámé. Na začátku nového století jeho fotografie ilustrovaly album vydané pojišťovnou La Acumulativa, které bylo jejím partnerům darováno.
Charles Kroehle pravděpodobně zemřel na následky zranění šípem, které se včas nezahojilo. Jeho díla jsou distribuována v různých latinskoamerických archivech, například v Národní knihovně Peru, a v Evropě v Muzeu antropologie v Hamburku.

## Dílo
Hroehleho dílo, stejně jako díla dalších fotografů té doby, má důležitou dokumentární etnografickou hodnotu, protože zobrazuje nejen jiné doby, ale v podstatě i kulturní prostředí, zvyky a lidi, zejména ty, které souvisejí s americkými Indiány, představiteli zaniklého světa.

## Výstavy
- 2010. La Amazonía según Charles Kroehle (Amazonie podle Charlese Kroehleho), C. C. Garcilaso. Lima, Peru[4]
- 2015. En la mirada del otro. Fotografía histórica del Ecuador: la irrupción en la Amazonía (Očima druhého. Historická fotografie Ekvádoru: Erupce do Amazonie, kolektivní výstava). Photoespaña 2015. Madrid[5]

## Galerie

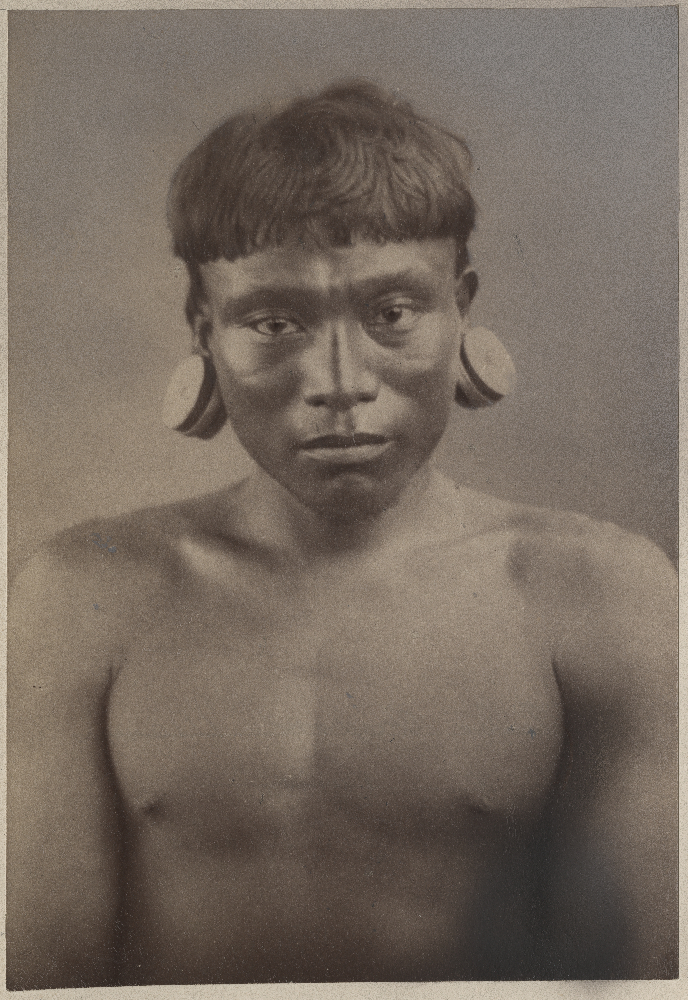
Muž z indiánského kmene „Orejón“, vyfotografovaný poblíž řeky Napo, 1888
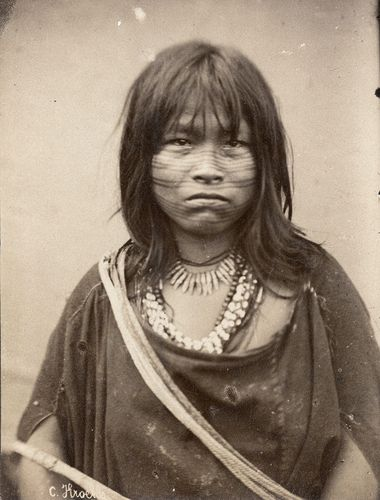
Žena z kmene Ašaninků u řeky Chuchuras, 1888
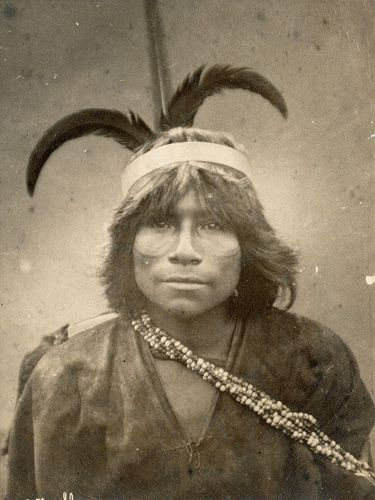
Muž z kmene Ašaninků, 1888
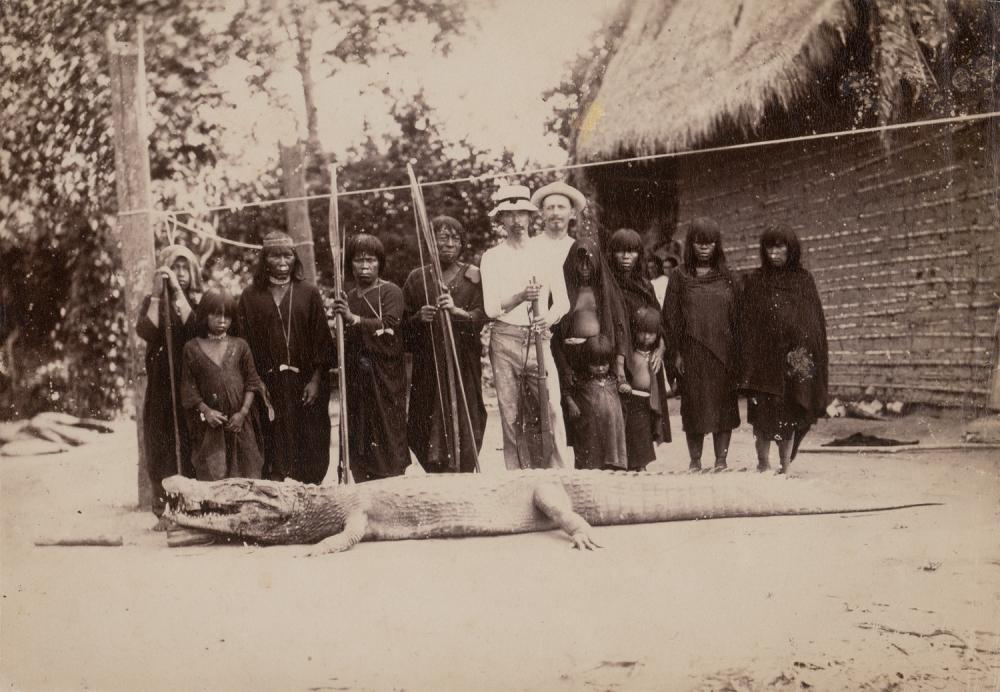
Charles Kroehle a George Huebner pózují se skupinou příslušníků indiánského kmene Piro, 1888
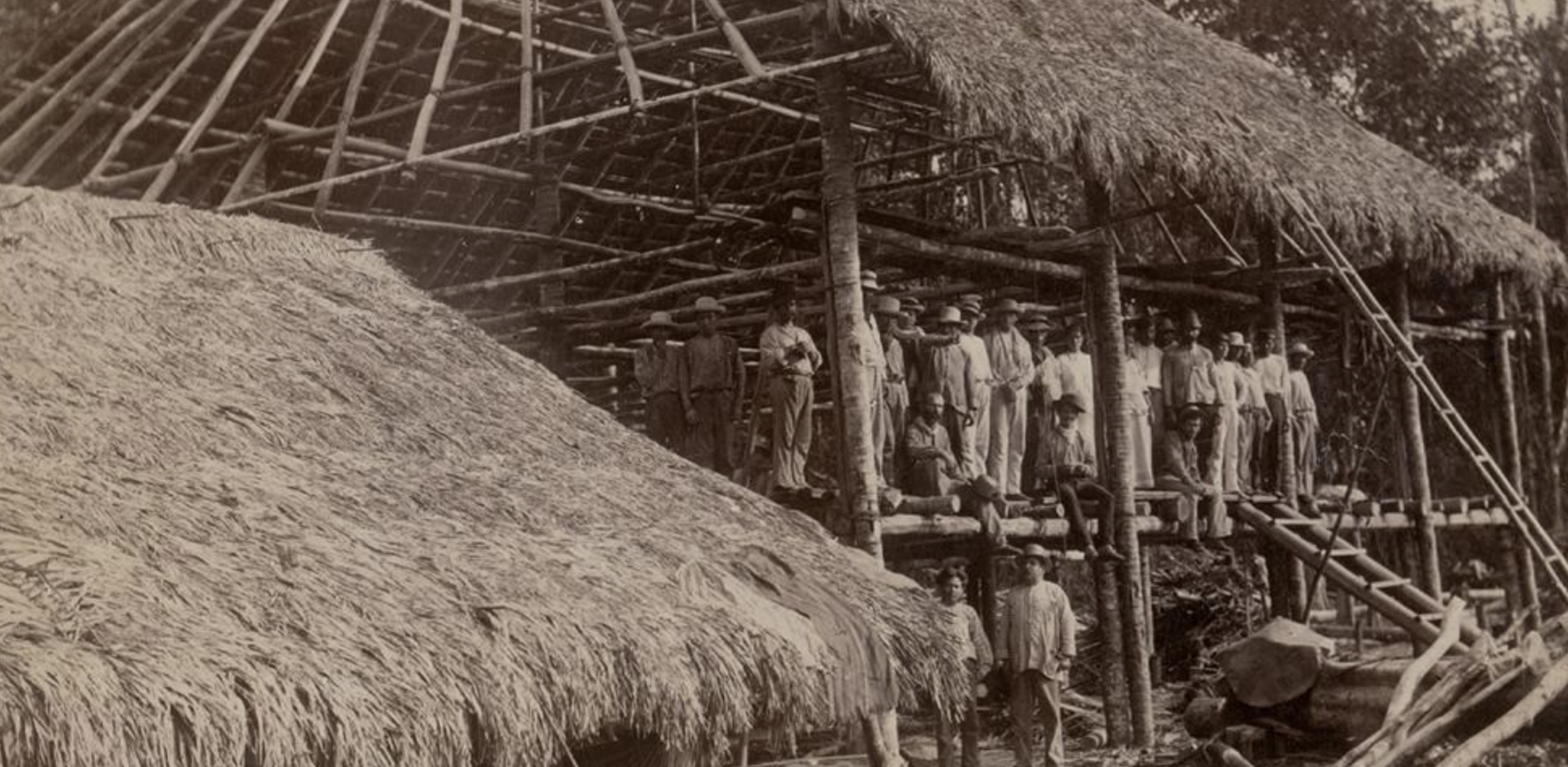
Landscapes and people of Upper Amazon Valley, Peru, Kaučuková stanice ve fázi výstavby, 1888